# یوکی فوکوشیما
یوکی فوکوشیما (انگلیسی: Yuki Fukushima؛ زادهٔ ۶ مهٔ ۱۹۹۳) بدمینتون‌باز زن اهل ژاپن است.